# TeleCamere
TeleCamere è stata una rubrica televisiva di approfondimento della televisione statale italiana. Trattava delle tematiche politiche e di attualità con notizie, curiosità e resoconti dai due rami del Parlamento.

## Il programma
Condotta da Anna La Rosa, la trasmissione è andata in onda dapprima su Rai 2 dopo il TG2 delle ore 13 e poi su Rai 3 alle ore 12:25 (alle 10:45 dal 6 ottobre 2013) e in terza serata. La prima puntata è stata trasmessa il 28 maggio 1995, l'ultima il 1º settembre 2014.